# Warszawa '81
Warszawa '81 је ЕП албум српског новоталасног бенда Електрични оргазам. ЕП је снимљен уживо током тродневне турнеје у Варшави. На омоту, који је дизајнирао Срђан Гојковић Гиле, налазила се верзија имена бенда на пољском језику.
ЕП је поново објављен 1996. године на ЦД-у. 2023. године на грамофонској плочи, као и на ЦД-у априла исте године.
Група ће поново наступати у Варшави тек 2013. године.

## Позадина
Почетком 1981. године, са групама Шарло акробата и Идоли издају албум Пакет арнжман. Недуго након тога, Електрични оргазам издају свој деби албум.

## ЕП
Бенд је упознао студента из Пољске, Гжегожа Брзозовича, који је имао контакте са људима из варшавског клуба Ривијера Ремонт, окупљајући љубитеље новог таласа и панк рока. Бзозович је уговорио три бенда из Пакет аранжмана да наступе у Пољској, а након Шарла акробате, у новембру, бенд је отишао на турнеју по Пољској, свирајући на шест наступа, четири у Варшави, један у Кракову и један у Калишу. Наступ 8. новембра, у Ривијери Ремонт, снимљен је на једноставном магнетофону. Албум је био ограниченог тиража у 2000 копија, поставши први бутлег у СФРЈ.

## Списак песама
1. "Електрични оргазам" (4:05)
2. "Разговори" (1:50)
3. "Конобар" (3:09)
4. „Лептир“ (3:09)
5. „Ви“ (2:14)
6. „I've Got a Feeling“ (2:22)

## Постава
- Срђан Гојковић Гиле (гитара, вокал)
- Љубомир Јовановић Јовец (бубњеви, гитара)
- Љубомир Ђукић Љуба (клавијатуре, вокал)
- Јован Јовановић Гроф (бас)
- Бранко Куштрин Манго (бубњеви)

## Занимљивости
Сав материјал је скоро па и случајно снимљен на једном обичном касетофону којих се данас вероватно још само ретки сећају. На крају су дошле у руке Слобе Коњовића, легендарног београдског радио водитеља Студија Б (али и члана легендарне Козметике) који је успео из снимака извући максимум, и албум је релативно брзо објављен.

## Топ листе

### Месечна листа
| Листа | Највиша позиција |
| ----- | ---------------- |
| ХДУ   | 2                |

### Недељна листа
| Листа     | Највиша позиција |
| --------- | ---------------- |
| ХР Топ 40 | 1                |

### Полугодишња листа
| Листа | Највиша позиција |
| ----- | ---------------- |
| ХДУ   | 4                |